# 萊克特卡奎莎 (密蘇里州)
萊克特卡奎莎（英語：Lake Tekakwitha）是位於美國密蘇里州傑佛遜縣的村。

## 人口
根據2020年美國人口普查的數據，萊克特卡奎莎的面積為0.57平方千米，當中陸地面積為0.52平方千米，而水域面積為0.05平方千米。當地共有人口230人，而人口密度為每平方千米404人。